# نیژنه‌ترویتسکی
نیژنه‌ترویتسکی (انگلیسی: Nizhnetroitsky) یک شهرک در شهرستان تویمازینسکی استان باشقیرستان کشور روسیه است.